# Aron Caneva
Aron Caneva (ur. 30 maja 1995) – włoski zapaśnik walczący w stylu wolnym. Zajął szesnaste miejsce na mistrzostwach świata w 2015, 2021 i 2022, a także siedemnaste w mistrzostwach Europy w 2016. Siedemnasty w indywidualnym Pucharze Świata w 2020. Czwarty na igrzyskach śródziemnomorskich w 2018 i dziewiąty w 2022. Wicemistrz śródziemnomorski w 2015 roku.